# Пилкохвоста котяча акула тайванська
Пилкохвоста котяча акула тайванська (Galeus sauteri) — акула з роду Пилкохвоста котяча акула родини Котячі акули. Інша назва «чорнокінцева пилкохвоста акула».

## Опис
Загальна довжина досягає 46 см. Голова помірно довга. Ніс загострений, становить 6—7% довжини усього тіла. Очі великі, овальні, з мигальною перетинкою. Підочні хреби слабко виражені. За очима розташовані крихітні бризкальця. Губні борозни помірно довгі, тягнуться далеко від кутів рота. Рот великий, широко зігнутий. Зуби розташовані у декілька рядків. На верхній щелепі — 70—78 робочих зубів, на нижній — 82. У неї 5 пар коротких зябрових щілин. Тулуб стрункий та довгий. Грудні плавці великі, з овальними кінчиками. Має 2 маленьких спинних плавця однакового розміру. Вони розташовані ближче до хвостового плавця. Черевні плавці маленькі та низькі. Анальний плавець широкий, довжина його основи становить 12—15% довжини усього тіла. Відстань між анальним та черевними плавцями менше ширини анального плавця. Хвостовий плавець великий, гетероцеркальний. На його верхній лопаті присутній зубчастий гребінь. Хвостове стебло стиснуто з боків.
Забарвлення сіро-коричневе. Кінчики спинних та хвостового плавців має чорний колір. Ротова порожнина світло-сіра.

## Спосіб життя
Тримається на глибинах від 60 до 200 м. Воліє до мулистих та мулисто-піщаних ґрунтів, що порослі водоростями. Доволі млява та малорухлива акула. Полює біля дна. Живиться креветками, крабами, раками, лангустами, головоногими молюсками, переважно кальмарами, личинками, морськими черв'яками, дрібними костистими рибами.
Статева зрілість настає у самців при розмірах 35—36 см, самиць — 41—42 см. Це яйцекладна акула. Самиця відкладає 2 яйця у формі вази завдовжки 4 см, завширшки 1,5 см. Мають закручені вусики, якими чіпляються до ґрунту або водоростей. Репродуктивний цикл безперервний.
Не є об'єктом промислового вилову. Як потрапляння у рибальські мережі використовується для виробництва рибного борошна. На Філіппінах місцеві рибалки інколи ловлять цю акулу. Вилов відбувається також для акваріумів, оскільки вона добре адаптується у неволі.

## Розповсюдження
Мешкає від акваторії Тайваню, узбережжя Китаю до Філіппін.